# Diaphananthe bidens
Diaphananthe bidens là một loài thực vật có hoa trong họ Lan. Loài này được (Afzel. ex Sw.) Schltr. mô tả khoa học đầu tiên năm 1914.